# Finestrat
Finestrat – gmina w Hiszpanii, w prowincji Alicante, we wspólnocie autonomicznej Walencja, o powierzchni 42,25 km². W 2011 roku liczyła 6932 mieszkańców.